# هنری اف. لیپیت
هنری اف. لیپیت (به انگلیسی: Henry F. Lippitt) سناتور سابق عضو حزب جمهوری‌خواه ایالات متحده آمریکا بود. وی در سال ۱۹۱۱ تا ۱۹۱۷ میلادی سناتور ایالت رود آیلند در سنای ایالات متحده آمریکا بود.